# オカヒジキ
オカヒジキ（陸鹿尾菜、学名: Salsola komarovii）とは、ヒユ科オカヒジキ属の一年草。別名ミルナ（水松菜）。海辺や内陸の塩性の砂地に自生する野草で、日本では野菜として栽培もおこなわれており、古くから若い葉や茎を食用にしている。

## 名称
和名オカヒジキの由来は、多肉質の葉の見た目が海藻のヒジキに似ており、陸上（おか）に生育することから。また、別名のミルナも同じく海藻のミルに似ていることに由来する。俗に「陸の海藻」ともいわれている。山形県では、古くはオカミル、オクヒジキなどいくつかの地方名が存在したが、現在は単にヒジキでよばれている。
英名はソールトワァート (Saltwort) 、中国名では无翅猪毛菜、钠沙蓬、ロシア名はソリャンカ (Solyanka) である。
学名の属名 Salsola （サルソラ）は「塩」を意味し、小種名の komarovii（コマロビィ）は、ロシアの植物分類学者ウラジーミル・レオンテヴィッチ・コマロフにそれぞれ由来する。

## 分布・生育環境
原産地は日本、中国、ヨーロッパ南西部とされる。分布域はユーラシアのヨーロッパ南西部、ロシア（ウラル地方・コーカサス・シベリア）、中国（東北部・河北省・浙江省）の内陸部で塩分の多い乾燥地と、その他サハリン、朝鮮半島、日本などの海岸である。日本では北海道から本州、四国、九州及び南西諸島（種子島から与那国島）に分布する。日当たりの良い海岸の砂浜や砂礫地、塩性地等に生育する。日本では海浜植物として知られている。海岸の開発により自生地が減少している地域もある。

## 形態
一年草で、自生地では早春に発芽する。高さ10 - 40センチメートル (cm) 、株全体としては1メートル (m) ぐらいの叢状になる。海藻のヒジキに似た草姿で、緑色で多肉質の茎はよく分枝して、茎の上部は斜上に、また下部は地面を這うように四方に広がる。茎には多少の稜があり、表面は垂直方向に線状の緑色部と黄色部が交互に現れる。根は地上部より発達が貧弱で、太い直根は地中深くに伸び、その下部にまばらな側根が生える。
葉は互生し、長さ1 - 2.5 cm前後の線状円柱形で多肉質、老化すると先は刺状に尖る。夏、花が終わるころには、葉先は硬くなって触ると痛いほどになる。下位の葉は長さ3 cm内外と長いが、上位の葉になるほど長さは短くなる。葉縁は全縁で無毛。葉柄は無い。オカヒジキはC4植物で、光合成器官として表皮下の2層の異なった緑色同化組織が輪状に存在する。他のC4植物とは異なり、クランツ（花輪）構造をとらず、さらにその内部に貯水組織とみられる柔組織と維管束があるところに特異性がみられる。
花期は夏で7月 - 10月。花は淡緑色の小花を葉腋に1個ずつつけ、次々と秋のころまで咲いていくが小さくて目立たない。花弁がなく、萼片のみの花被片が5枚ある。花の下部は2つの小苞葉がある。雄蕊は数個つき葯は黄色、雌蕊は1個で卵形の子房の先端に2裂した花柱がある。
果期は秋で、果実は短い倒円錐形で内部に種子があり、乳白色をしている。種子は胚乳がなく、胚はらせん状をしている。染色体数は 2n=36 の4倍体。

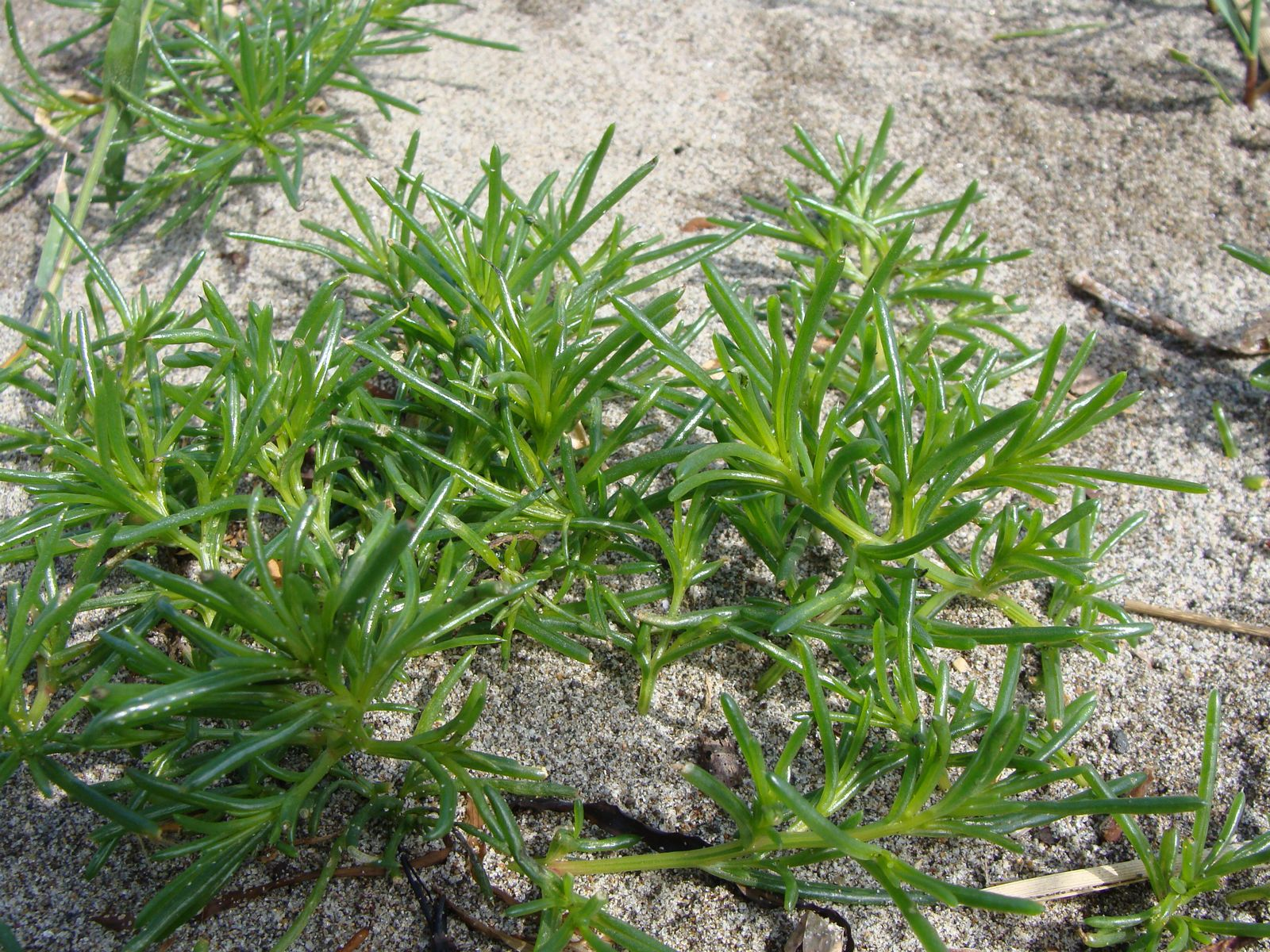
オカヒジキの植生
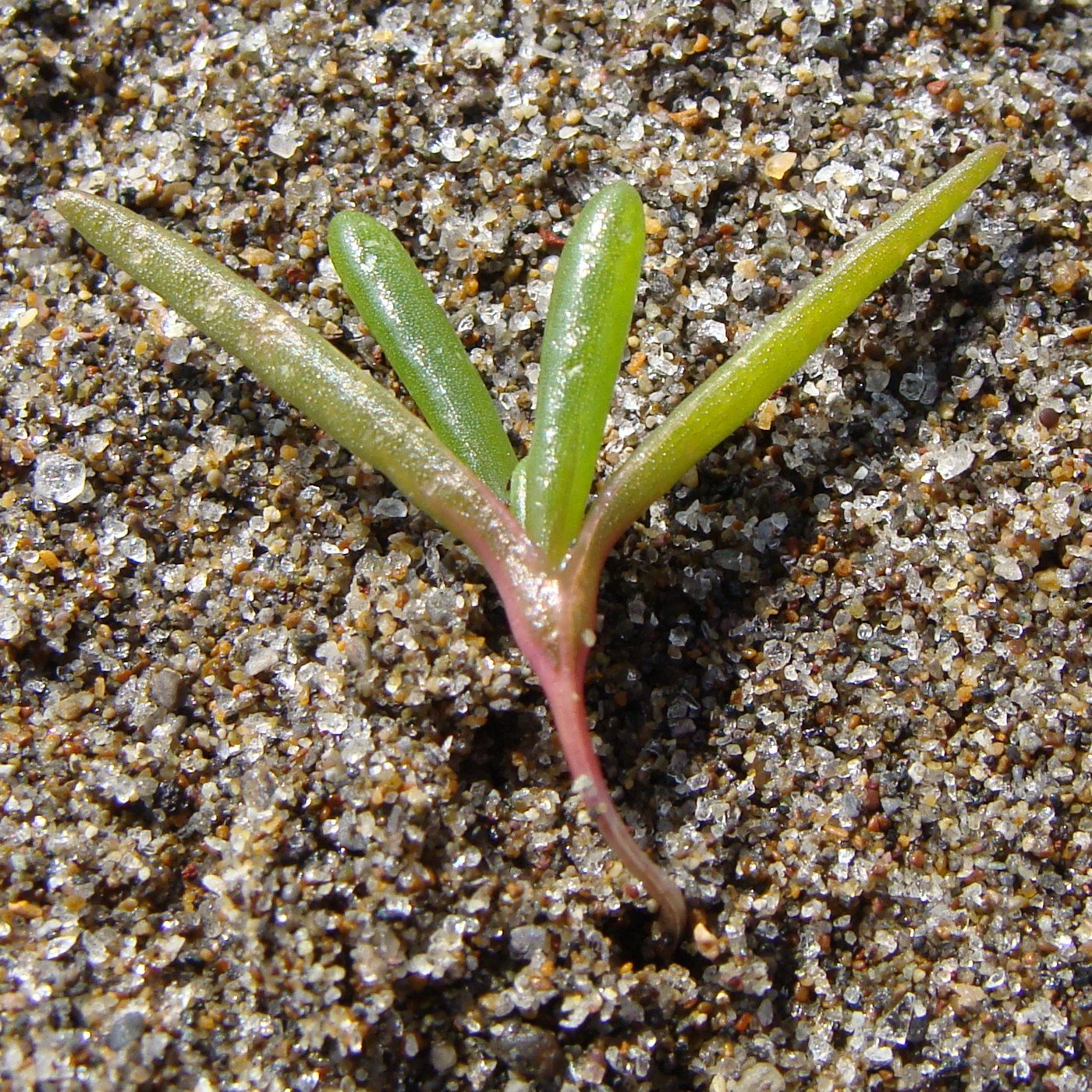
オカヒジキの発芽
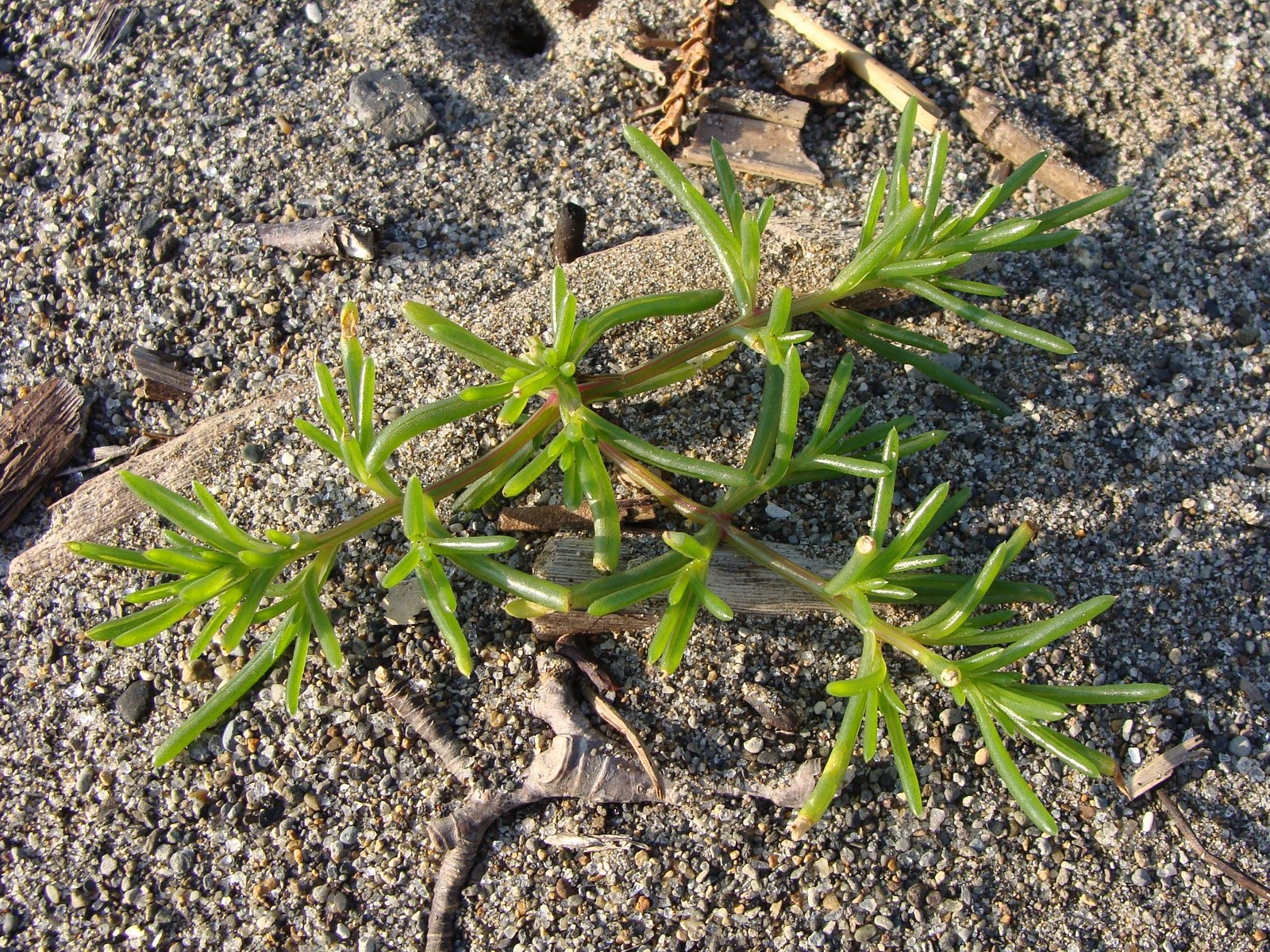
全草

## 生態
種子には休眠状態があり、休眠打破には一定の低温遭遇が必要である。発芽は10度以上の温度で起こるが、30度で抑制が見られる。吸水した果実から発芽する場合は、まず種皮が破れて幼根が萼（宿存萼）の間から出てくる。続いて、果実内のらせん状の種子が次第にほどけ、胚軸のもう一端から黄色の子葉が現れる。2 - 3日後、2本の細長い子葉は緑色に変わり、本葉が展開して茎の節間も伸長する。オカヒジキの初期生育は緩やかなため、初期の生存競争において周囲の雑草に負けやすい。主な生育地である砂地が乾燥してくると、茎葉の硬化も早く促進される。湿気には弱い性質で、本葉4枚ぐらいまでは湿害にあいやすく、多雨高温期は立ち枯れやベと病に侵されやすい。生育地が極端な酸性土壌では立ち枯れの要因となり、粘土質では発芽が悪く、砂地では乾燥によって茎葉の硬化が早い。
オカヒジキは温帯から亜寒帯に自生する植物としては希有なC4植物で、その光合成においてCO2補償点が5 - 7 ppmと低いため強い光を浴びても容易に光飽和点に達しないことや、他のC4植物の適温域に比べて22 - 35度と低い特性がある。またオカヒジキは相対的短日植物と考えられており、夏の短日条件で生殖生長に切り替わって花芽分化が促進され、8時間以下の短日条件に遭遇すると5日くらいで起こるようになる。一方、16時間の長日条件では花芽分化が抑制される。

## 栽培
オカヒジキを野菜として栽培しているのは世界でも日本だけで、しばしば市場にも出回っている。日本以外の国ではオカヒジキを救荒的な野菜として利用した記録はあるものの、栽培化の例はない。日本における栽培化の歴史は、江戸時代にさかのぼると考えられており、水運により最上川で内陸に持ち込まれて現在の山形県南陽市で始まったとされている。長らくは山形県の特産野菜として栽培され、県内での生産と消費が主だったが、県外の大都市へ出荷されるようになると、他府県でも栽培が始められた。
生産量は地域別では東北地方（青森県・宮城県・秋田県・山形県）が最大で、次いで関東・中部地方（群馬県・埼玉県・長野県・静岡県）、四国（高知県）と続く。県別生産量は山形県（南陽市、山形市など）で60%以上を占める。露地栽培、ハウス栽培、高冷地による雨よけ栽培によって一年中出荷が行われているが、山形県ではハウス栽培が多く全国シェアの47%を占め、長野県では夏の高温期に露地での生産量が多く全国シェアの30%に達する。野菜としての良品を栽培する適地は、肥沃であまり乾燥しない砂壌土で、土壌酸度が pH 6.5 - 8.2 で生育良好となる。

### 露地栽培
播種の1週間ほど前に、圃場に石灰をまいて栽培に適する土壌酸度 pH 6 - 8 に調整し、元肥を施して土壌をよく撹拌する。ただし、オカヒジキは好窒素植物とされており、窒素の過剰施用は減収となり、幼苗期の多肥は生育を遅らせることが知られている。種子は休眠期間があり、これを打破するため浸水した種子を4 - 5度の冷蔵庫で10日ほど低温処理すると、発芽率向上に有効である。畑は畝を作り、種をまいたら浅く覆土する程度にする。露地栽培における発芽所要日数は、気温などの条件にもよるが、おおよそ10 - 15日ほどである。発芽後間もないオカヒジキは生長が遅く、他の雑草に負けやすいため、本葉2 - 3枚ぐらいになったときに除草を要する。また育苗床で30 - 35日間は苗として育成した後、畝に株間45 cmに定植する方法もある。
生長期は特に追肥を必要としないが、刈り取りで収穫し再生を行う場合は追肥を行う。播種後1か月後ぐらいで本葉が6枚、草丈が10 - 15 cmに達したとき、やわらかい茎葉の部分を10 cmぐらい刈り取り切り収穫する。1回目の刈り取り後、側枝から再生した茎葉が伸びてくるので、やわらかい茎葉を1 - 2回収穫する。
病虫害は、高温多雨期に根際から枯死する立ち枯れ症状があらわれたり、あるいはべと病が発生することがある。これらを予防するために、トンネル栽培かハウス栽培によって雨除けすると効果が大きい。順調な生育をさせないとアブラムシが発生し、薬剤による防除が必要となる。

### ハウス栽培
ハウス栽培は、夏は高冷地の雨除け栽培、1 - 3月は促成栽培、3 - 4月は半促成栽培というように作型の分化が行われており、ほぼ一年中オカヒジキが市場に出回るようになっている。ハウス栽培の主産地は山形県で、平地だけでなく高地の低温も利用している。圃場の準備や除草、収穫については、露地栽培に準じて行われる。露地と異なる要点は、温度管理と光中断を行って管理することである。光中断とは、短日期の真夜中に1時間程度オカヒジキに光を当てるように育成することであり、ハウス内照度が10ルクス (lx) 以上になるように電灯器具を設置して行われる。光中断によってオカヒジキの生育段階における花芽分化を遅らせ、茎葉の硬化を抑制する目的でもあることから、発芽直後から行うのが良いとされる。またハウス栽培では、連作と高温多湿で立ち枯れ病が多発しやすくなる。
雨よけ栽培では、夏から秋にかけて種をまき、栽培が短日期であることから光中断が必要である。促成栽培は11月中旬 - 12月下旬に種をまき、加温と光中断を行って育成する。半促成栽培は、2月中旬に種をまき、無加温で育成する。促成栽培や半促成栽培におけるハウス内の温度管理は、夜間を7度前後、日中は25 - 30度を保つようにして、病害が多発しないように換気に留意する。

## 利用

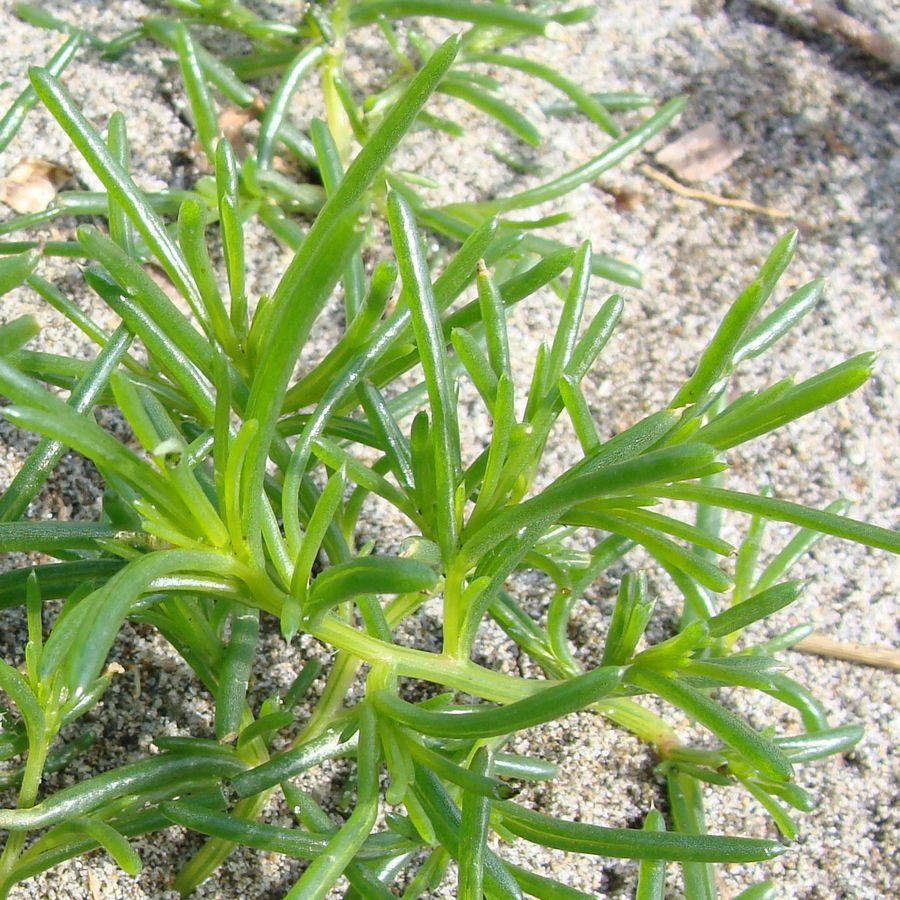
オカヒジキの食用部位

若い葉や茎が食用になり、山菜名としてミルナともよばれている。
食材としての主な旬は4 - 6月とされ、若い茎葉や生長期の先端のやわらかい部分を摘んで収穫する。収穫の適期は暖地が3 - 6月、寒冷地は4 - 6月とされ、夏になると茎は硬くなり、収穫適期を過ぎると利用できなくなる。葉先にツヤがあってやわらかく、緑色が濃いものがよい。海岸に自生しているものは、生で齧ると塩気が効いてキャベツの浅漬けのような味がする。味にクセが無く、シャキシャキした独特の歯触りのある食感が好まれている。
よく洗って砂を落とし、かるく茹でてから水にさらしたあと水気をきって、おひたしや和え物、酢の物、煮びたし、卵とじ、生のまま天ぷらやかき揚げなどにして食べられている。ふつうはからし醤油和えで食べられることが多いが、サラダ、汁の実、炒め物などにも使われる。鮮やかな緑色と独特の歯触りがオカヒジキの身上であるが、茹ですぎると独特の歯触りは失われてしまう。
栄養面では、熱量が100グラム (g) あたり17キロカロリー (kcal) と低カロリーで、海藻並みにミネラルや食物繊維が豊富なのが特徴である。ミネラルは、カリウム、カルシウム、マグネシウム、鉄、亜鉛などがバランス良く含まれ、ビタミン類ではβ-カロテン、ビタミンB1・B2、ビタミンCも他の緑色野菜にひけをとらず豊富である。特に豊富なβ-カロテンは、粘膜を保護して免疫力を高める効果もあるといわれている。
保存する場合は、生の場合はラップなどに包んで冷蔵し、茹でたものであれば冷凍保存しても良い。

## 薬草
全草を無翅猪毛菜（むしちょもうさい）と称して、生のものか天日乾燥して生薬とする。天然物は春から秋のやわらかなものを採取し、あるいは市販のものを使う。滋養保健として高血圧予防に期待されており、民間では乾燥品をお茶代わりにして飲むか、ふつうに生を調理して食べてもよいとされる。

## 保護上の位置づけ
生育地である下記の地方公共団体が作成したレッドデータブックに掲載されている。
- 秋田県：準絶滅危惧種
- 宮城県：要注目種
- 東京都（本土部東部）：現状不明
- 東京都（伊豆諸島）：Cランク（生息環境の変化によりAランクやBランクへの移行が危惧される種）
- 鳥取県：準絶滅危惧
- 鹿児島県：分布特性上重要な種
- 沖縄県：絶滅危惧II類